# Juli Paulus (revoltat)
Juli Paulus (llatí: Julius Paulus) era el germà de Claudi Civilis el cap de la revolta dels bataus contra Roma els anys 69-70.
Acusat falsament de traïció, va ser executat per orde del legat imperial de Neró, Luci Fonteu Capitó, el 67 o 68. Aquesta execució va influir decisivament en la decisió de revoltar-se del seu germà Civilis.